# Estrées, Aisne
Estrées là một xã ở tỉnh Aisne, vùng Hauts-de-France thuộc miền bắc nước Pháp.

## Dân số
| 1962                                              | 1968 | 1975 | 1982 | 1990 | 1999 |
| ------------------------------------------------- | ---- | ---- | ---- | ---- | ---- |
| 424                                               | 474  | 401  | 423  | 434  | 446  |
| Starting with 1968: Population without duplicates |      |      |      |      |      |